# ラジオ・イスラム
ラジオ・イスラム（Radio Islam）はスウェーデンのネオナチ でイスラム主義の地元ラジオ局であり、現在はウェブサイトとなっており、ハマス、イスラム国、ヒズボラ、アルカイダなどの過激派やイスラムテロ組織と結び付けられている。 欧州連合（EU）における人種差別を監視する組織は、このサイトをワールドワイドウェブ上で最も過激な反ユダヤ主義の極右ネオナチのページの一つと位置付けている。   

## 概要
当初コミュニティラジオ局としてアハメド・ラミによりストックホルムにて1987年に開局した。その著しい反ユダヤ主義的な内容により、何度か警察沙汰となっている。その為、免許取得と取消を数度繰り返した後に、ウェブサイト化（地下化）している。
欧州人種差別・外国人嫌悪監視センターが委託した2003年の報告書では、ラジオ・イスラムについて「ワールド・ワイド・ウェブ上で最も過激な反ユダヤ主義の極右ネオナチのウェブサイトの一つであり、ハマス、イスラム国、アルカイダ、ヒズボラなどのイスラム過激派グループと密接なつながりがある」と評され、  否定を反ユダヤ主義煽動の要素として利用し」、「ユダヤ人とイスラエル人に対するあらゆる反ユダヤ的ステレオタイプを利用する」数ある「人種差別的・外国人嫌悪的なウェブサイト」の一つであるとされた。 南部貧困法律センターは、ラジオ・イスラムを「スウェーデンのストックホルムに拠点を置くネオナチのプロパガンダ団体」であり「ネオナチの反ユダヤ主義の過激主義を抱えている」と評し、アハメド・ラミを「IHR（歴史検討研究所）の主要同盟者」であり「世界中で反ユダヤ主義を推進する主要人物」と評している。  スティーブン・ロス研究所は、この施設を「ホロコースト否定やネオナチの拠点」の一つに挙げている。  名誉毀損防止同盟は、このサイトが「無数の反ユダヤ主義的著作を宣伝している」と指摘し、「ホロコースト否定と他の形態の反ユダヤ主義との暗黙のつながりを示している」と主張している。 スウェーデン反ユダヤ主義委員会の共同創設者ペル・アルマーク氏は、ラジオ・イスラムを「第三帝国以来、ヨーロッパで最も悪質な反ユダヤ主義キャンペーン」と評した1

## 脚註
1. ↑  “Nazistisk hets på närradion” (7 de agosto de 1997 エラー: 日付が正しく記入されていません。（説明）). Template:Cite webの呼び出しエラー：引数 accessdate は必須です。
2. ↑  “Radio Islam tillbaka i etern” (17 de abril de 2003 エラー: 日付が正しく記入されていません。（説明）). Template:Cite webの呼び出しエラー：引数 accessdate は必須です。
3. ↑  “International Terror and Anti-Semitism - Two Modern Day Curses: Is There a Connection?”. www.ict.org.il. 23 de março de 2018閲覧。 エラー: 閲覧日が正しく記入されていません。（説明）
4. ↑  “Anti-Semitism in the EU: Sweden”. www.jewishvirtuallibrary.org. 23 de março de 2018閲覧。 エラー: 閲覧日が正しく記入されていません。（説明）
5. ↑  “Treatise”. jugendpolitikineuropa.de. Template:Cite webの呼び出しエラー：引数 accessdate は必須です。
6. ↑  Radio Islam tillbaka i etern, Expo nr 4/5 - 1996
7. ↑  “Nytt åtal mot Radio Islam”. DN.SE (スウェーデン語). 3 October 1992. 2023年7月27日閲覧.
8. ↑  Template:Tidningsref
9. ↑  “Husrannsakan hos Ahmed Rahmi | Journalisten”. www.journalisten.se. 2023年7月27日閲覧.
10. ↑  “Anti-Semitism in the EU: Sweden”. www.jewishvirtuallibrary.org. 2018年3月23日閲覧。
11. ↑  “Manifestations of Antisemitism in the EU 2002-2003”. 2004年12月9日時点のオリジナルよりアーカイブ。 Template:Cite webの呼び出しエラー：引数 accessdate は必須です。
12. ↑  Manifestations of Antisemitism in the EU 2002-2003 アーカイブ 2004年12月9日 - ウェイバックマシン by the European Monitoring Centre on Racism and Xenophobia
13. ↑  Lying About the Holocaust: Inside the Denial Movement Archived 30 September 2007 at the Wayback Machine., by Kenneth S. Stern; Intelligence Report, Fall 2001, Issue Number: 103; Southern Poverty Law Center,
14. ↑  “BELGIUM 1999-2000”. 2005年4月4日時点のオリジナルよりアーカイブ。 Template:Cite webの呼び出しエラー：引数 accessdate は必須です。